# 捷克國徽
捷克共和國國徽由四部分組成：左上和右下的雙尾獅代表波希米亞，右上格子花紋的鷹代表摩拉維亞，左下的黑鷹代表西里西亞。

## 参看
- 捷克斯洛伐克國徽